# Kunst im Sozialen
Die Bezeichnung Kunst im Sozialen geht sowohl zurück auf anthropologische Konzepte der Anthroposophie, die Rudolf Steiner unter dem Begriff der sozialen Dreigliederung entworfen hat, als auch auf  Entwicklungen in der bildenden Kunst, die in der jüngeren Geschichte vor allem durch Joseph Beuys und seinen Erweiterten Kunstbegriff geprägt sind. Der Begriff Kunst wird hier auf die Gestaltung gesellschaftlicher Entwicklungen und sozialer Beziehungen bezogen.

## Grundlagen
Rudolf Steiner hat nach dem Ersten Weltkrieg die Dreigliederung des sozialen Organismus als ein Leitbild für die gesellschaftliche Entwicklung eingeführt. Er unterschied dabei die gesellschaftlichen Bereiche Geistesleben, Rechtsleben und Wirtschaftsleben, denen die Ideale der französischen Revolution: Freiheit, Gleichheit und Brüderlichkeit entsprechen.
Joseph Beuys knüpft an den Begriff der sozialen Dreigliederung an und bringt ihn in einen Zusammenhang mit einem erweiterten Kunstbegriff: „Es bleibt im Grunde dabei, dass es sehr wichtig ist, diesen Kunstbegriff zu entwickeln, wo jeder lebende Mensch ein Gestalter einer lebendigen Substanz werden kann. Das ist der soziale Organismus.“ Er sieht in dem Bild der Dreigliederung und seiner Verknüpfung mit den Idealen der französischen Revolution gleichzeitig etwas „Therapeutisches“, durch das der soziale Organismus herauskommt „aus den ganzen Verfilzungen, Verknotungen und Fehlstellungen“. Davon ausgehend entwickelt Joseph Beuys das Bild einer neuen Gesellschaft als soziale Plastik, deren Gestaltung er als soziale Kunst ansieht. So betrifft die Kunst im Sinne eines erweiterten Kunstbegriffes soziale Systeme und die gesellschaftlichen Entwicklungen. Künstlerisches Wirken bezieht Beuys „auf alles Gestalten in der Welt. Und nicht nur auf künstlerisches Gestalten, sondern auch auf soziales Gestalten, [...] oder auf andere Gestaltungsfragen und Erziehungsfragen.“ An diese Ideen von Steiner und Beuys knüpfen verschiedene aktuelle anthroposophische Konzepte zur sozialen Kunst an.
In der zeitgenössischen Kunst gibt es Tendenzen, die einer „Kunst im Sozialen“ verwandt sind. Für solche Strömungen der bildenden Kunst steht nicht das Produkt, sondern die Handlung, die Bewegung, das Performative und die Inszenierung im Vordergrund, die den Rezipienten in die Entstehung des Werkes einschließen: „Statt Werke zu schaffen, bringen die Künstler zunehmend Ereignisse hervor, in die nicht nur sie selbst, sondern auch die Rezipienten, die Betrachter, Hörer, Zuschauer involviert sind.“ Diese Entwicklung wird in den 1960er Jahren eingeleitet vom Performative Turn, dem in den 1990er Jahren der von der Bildwissenschaft so bezeichnete Iconic Turn (Ikonische Wende) folgte. Mit dieser Entwicklung wird das an die traditionellen Künste gebundene Kunst- und Bildverständnis auf kommunikative und soziale Prozesse erweitert. Sie hat ihre Vorläufer bereits in der Kunst des beginnenden 20. Jahrhunderts, als Alexander Michailowitsch Rodtschenko proklamierte: „Arbeite fürs Leben und nicht für Paläste, Kathedralen, Friedhöfe und Museen. Arbeite mitten in allem und mit jedem.“

## Praxis
Als Kunst im Sozialen verstehen sich verschiedene Formen pädagogischer, therapeutischer oder politischer Praxis. Sie haben in der Regel anthropologische oder kunstgeschichtliche Hintergründe:
- Die Gründung der Waldorfschulen stehen mit anthropologischen Annahmen Rudolf Steiners in Zusammenhang. In ihnen vermitteln die Lehrer nicht nur Wissen, sondern widmen sich im umfassenden Sinne der Förderung und Erziehung der Schüler. Die Ausbildung umfasst dabei – dem anthroposophischen Menschenbild folgend – die Entwicklung der intellektuell-kognitiven („Denken“), der künstlerisch-kreativen („Fühlen“) und der handwerklich-praktischen („Wollen“) Fähigkeiten der Schüler. Erziehung wird hier als soziale Kunst aufgefasst: „Alles das, was wir künstlerisch vollbringen können“, so Rudolf Steiner, „es wird doch erst ein Höchstes, wenn wir es einlaufen lassen können in die größte Kunst […] in der uns unvollendet der lebendige Mensch übergeben ist, den wir zu einem gewissen Grade künstlerisch, erzieherisch, zum vollendeten Menschen machen sollen“.[13]
- Auf die Förderung des Menschen im Sinne einer sozialen Kunst geht der Impuls des Ehepaars Rose-Maria und Siegried Pütz zurück, 1967 in Ottersberg eine „Freie Kunststudienstätte“ für das „Soziale Wirken der Kunst“ zu gründen. Hier werden die Studiengänge „Kunsttherapie“ und später „Theaterpädagogik“ eingeführt, die ihren Blick auf gesellschaftliche Randbereiche richten.[14] Inzwischen ist die Kunststudienstätte als Fachhochschule die weltweit größte Ausbildungsstätte für Kunsttherapie und staatlich anerkannt. Seit 2007 sind hier die Studiengänge „Kunst im Sozialen. Kunsttherapie und Kunstpädagogik“, „Freie Bildende Kunst“  und „Theater im Sozialen“ eingeführt.
- Auf  systemische Konzepte gehen andere kunstorientierte Formen des Coaching und der künstlerischen Arbeit in sozialen Veränderungsprozessen zurück. Methodisch beziehen sie sich auf die Expressive Arts als eine Form der intermedialen künstlerischen Arbeit im Sozialen. Entsprechende Studiengänge gibt es im deutschen Sprachraum an der MSH Medical School Hamburg ("Expressive Arts in Social Transformation", "Intermediale Kunsttherapie" und "Kunstanaloges Coaching").
- Als Kunst im politischen Raum ist die Bewegung für direkte Demokratie zu verstehen, die auf das Wirken von Joseph Beuys zurückgeht. 1971 wird in Düsseldorf die „Organisation für direkte Demokratie durch Volksabstimmung“ gegründet, die u. a. zur Gründung des Projektes Omnibus für direkte Demokratie führt, das sich vor dem Hintergrund des erweiterten Kunstbegriffes die Propagierung der direkten Demokratie durch Volksabstimmung zur Aufgabe gemacht hat.
- Auch einige unternehmerische Initiativen wurden durch die Ideen von Rudolf Steiner oder Joseph Beuys inspiriert und beziehen Elemente einer sozialen Kunst in ihre Unternehmensführung ein. Dazu gehören u. a. Unternehmen wie die Wala, Weleda und der dm-Drogeriemarkt.